# یتیمة الدهر
یتیمة الدهر فی محاسن أهل العصر یا یتیمة الدهر فی شعراء أهل العصر یکی از مشهورترین آثار ادبی ثعالبی است. این اثر بارها در کشورهای عربی چاپ شده و یکی از منابع مطالعاتی زبان عربی و ادبیات عربی به‌شمار می‌رود. این کتاب هشتاد فصل را شامل می‌شود و موضوعش شرح حال و نقد آثار شاعران و بزرگان فارسی و عربی زبان تا هنگام مؤلف است. شیوه منحصر بفرد ثعالبی در نوشتن این اثر این بوده که برای اولین بار شاعران عرب و ایرانی را بر حسب منطقه (تمام تمدن اسلامی) دسته‌بندی کرده‌است. ثعالبی بعدها برای تکمیل این اثر، «تتمه الیتیمه» را نوشت. این اثر منبع مطالعاتی برای ابوالحسن باخرزی در اثر دمیه القصر که دنبالهٔ  اثر ثعالبی است بوده و در آن از شاعران و ادیبان شرق غرب و ولایات مرکزی ایران سخن راند. از قرن سدهٔ ششم هجری قمری نیز کتاب خریده القصر اثر عماد الدین کاتب اصفهانی در دست است که با یک واسطه، تکملة دمیه القصر به‌شمار می‌رود.

## دمیه القصر
دُمْیَةُ القَصْر با عنوان کامل «دُمْیَةُ القَصْر و عُصرة أهل العصر» از علی بن حسن باخرزی، دنباله‌ای است بر یتمیة الدهر که به شاعران و ادیبان سدهٔ پنجم هجری قمری پرداخته‌است.